# 比荷盧知識產權組織
比荷卢知识产权组织是欧洲的一个区域性国际组织，负责处理比利时、卢森堡、荷兰三国的知识产权事务。

该组织的前身是比荷卢商标办事处和比荷卢设计办事处。这两个办事处分别是依据这三个国家之间的相关条约而建立，2005年，这三个国家缔结了《比荷卢知识产权公约》，该组织也因为此公约而建立，也相应地取代了前述两个机构。该公约于2006年9月1日生效。

## 链接
- 官方网站